# دیو بینگ
دیو بینگ (انگلیسی: Dave Bing؛ زاده ۲۴ نوامبر ۱۹۴۳) یک بازیکن بسکتبال و سیاست‌مدار اهل ایالات متحده آمریکا است.